# 芬兰华人
芬兰华人（芬蘭語：Suomen kiinalaiset）是居住在芬兰的华人，不管其国籍为何。而国籍为芬兰的华人则称为华裔芬兰人（芬蘭語：Suomenkiinalaiset）。
截至2019年底，在芬兰有13,064人的母语为中文，其中约60%的人居住在首都地区（含赫尔辛基、埃斯波、万塔和考尼艾宁四市）。2019年底共有9,825中国公民居住在芬兰（统计数据中没有另列来自台湾、香港和澳门华人的数据）。自1990年至2019年，共有2,640中国公民取得芬兰国籍。

## 移民历史

### 1916至1917年间的中国劳工

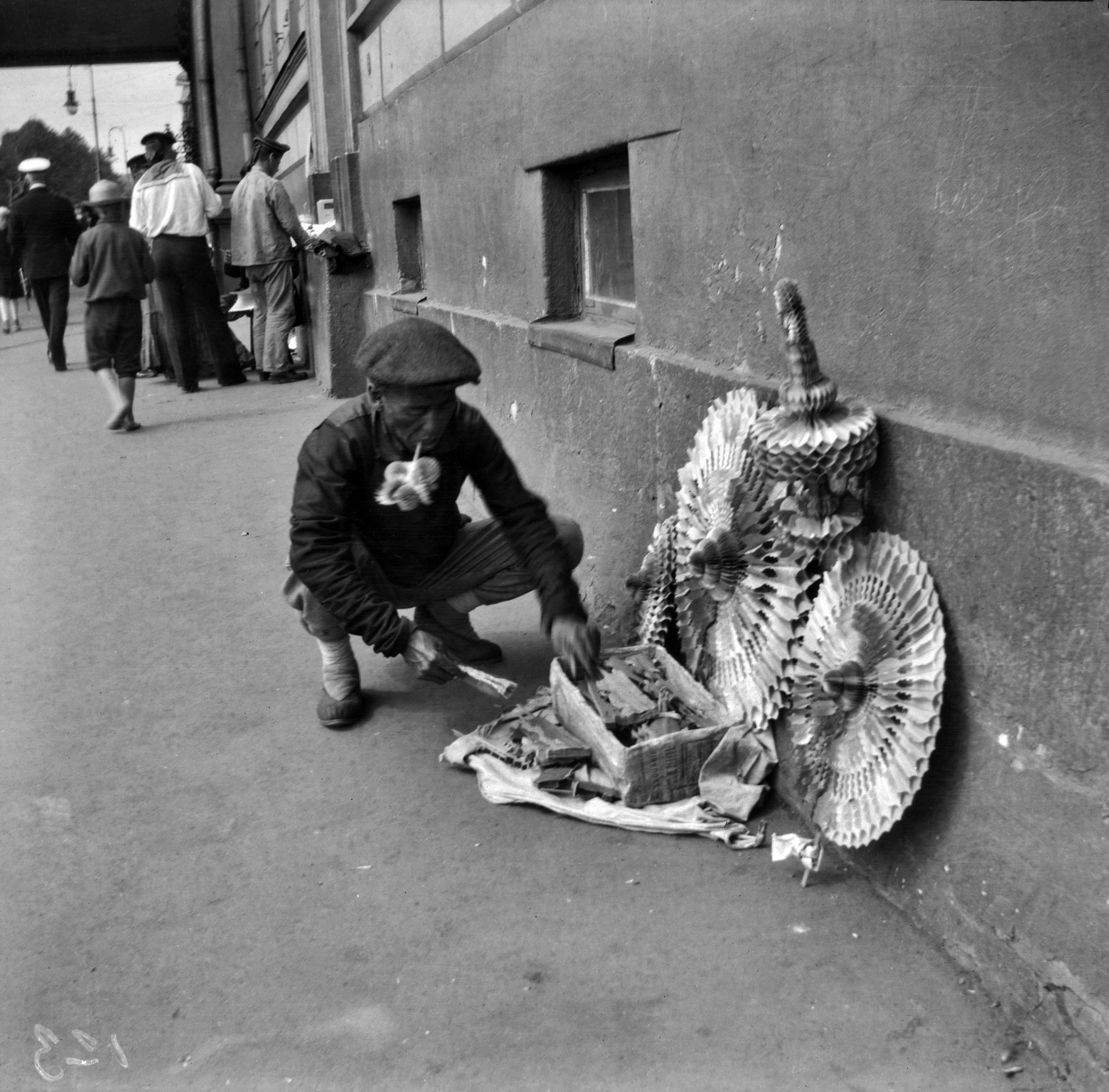
1910年代在赫尔辛基街头摆地摊的中国人

1916年大量的中国劳工被带往至赫尔辛基地区的堡垒修建工地及其附属的伐木工地。这些劳工显然是来自满洲的“红胡子”犯人，在俄国远东地区红胡子是臭名昭著的抢劫火车及拦路打劫的中国土匪。大约有3千中国劳工被带至芬兰。究其原因，是因为在彼得大帝海防堡垒的工地中芬兰工人的技能不够，并且付给中国劳工的工资只有芬兰工人的八分之一。中国劳工被分配至埃斯波、考尼艾宁、万塔、锡博等地的伐木工地。有一些也派至库斯塔维海防堡垒去修建为运送大炮的石子路。另外也派送一些劳工到芬兰各地去干各种杂活。中国劳工被安排到没有良好取暖火炉的谷仓和棚屋里居住。尽管这些劳工都是男人，但他们后脑勺上的长辫却让很多芬兰人认为他们是女人。
刚开始时本地芬兰人还很同情这些中国劳工，因为1916年秋末冬初比往年更冷，而中国劳工没有过冬衣服，本地人还捐给他们食品及衣服。但不久劳工给本地人的印象开始恶化，因为劳工开始盗窃和抢劫等暴力行为。部分原因可能是劳工们没有足够的衣服和食品。而中国劳工的饮食习惯也使得一些猫狗动物失踪了。另外也发生了几起凶杀事件。这些不良治安事件引起了本地芬兰人的恐惧和憎恨。例如，芬兰著名画家阿克塞利·加伦-卡勒拉也不能安心地在位于埃斯波塔尔瓦斯派（Tarvaspää）的画室里作画，他决定带着妻子到别处去生活和创作。埃斯波境内据说有1200多中国人。1917年初，中国劳工开始被遣返回中国。而1917年十月革命之后修建堡垒的工作中止了，大部分剩下的中国劳工也离开了芬兰。据同时代人的口述和历史学家的猜测，在芬兰有一些这批中国人和芬兰人的混血后代。

### 1990年代以前
自芬兰独立后直至1970年代中期，移居芬兰的华人不多。早先来芬兰的华人，可能是由于婚姻关系或者是餐馆及生意关系来到芬兰。1955年托尔尼酒店（高塔酒店）里开张了芬兰第一家中式餐厅，一位名叫缪程的华人被聘为厨师长。1975年左右芬兰大约只有12名华侨。
1970年代中期至1980年代中期，有些华人从中国大陆、香港和马来西亚前来芬兰，另外还有三四十个越南华人难民来到芬兰。华侨人口大约有三四百人，中餐馆也由两家增加到七八家。至今仍在赫尔辛基市中心开业的“中国楼”餐馆是在1973年开张的。

### 1990年代至今
1986年后芬兰解除外国人购置产业及开公司合股的限制，华人开的中餐馆数量激增。1990年时在芬华人有312人。到1990年代中期，中餐馆增加到七八十家。同时又有好几十个越南和柬埔寨的华侨到来，华侨人口超过一千人。
1990年代初期，中国大陆的公费及自费留学生开始前往芬兰，并逐年增加。很多留学生学业结束后留在芬兰作研究或到商业机构任职。2004年底，华人人口约有2000人。中餐馆有90多家，其中有53家在赫尔辛基，8家在埃斯波，30多家分布在芬兰其他市镇。
2010年，在芬华人数量增长到5559人。2015年这一数字进一步上升至8042人，来自中国大陆的移民也在之后几年逐渐增加。
2017年，祖籍浙江青田的华人陈燕妮在万塔市镇议会选举中，以402票获得万塔市议会席位，成功当选市议会议员。同时两岁时从中国四川省领养至芬兰的瑸珈·图帕迈基当选为考尼艾寧市议会议员。她们俩成为芬兰市镇议会选举史上的头两位华裔市镇议员。之前2013年的芬兰市镇议会选举中，华裔Belle Selene Xia则代表正统芬兰人党选为赫尔辛基市议会的候补市镇议员。

## 知名人士
- 阿尔弗雷德·王：芬兰空军军官，军衔为少校。
- 迪里拜尔：花腔女高音歌唱家。